# Leptasterias hispidella
Leptasterias hispidella is een zeester uit de familie Asteriidae.
De wetenschappelijke naam van de soort werd in 1895 gepubliceerd door Addison Emery Verrill.